# Idolâtrie

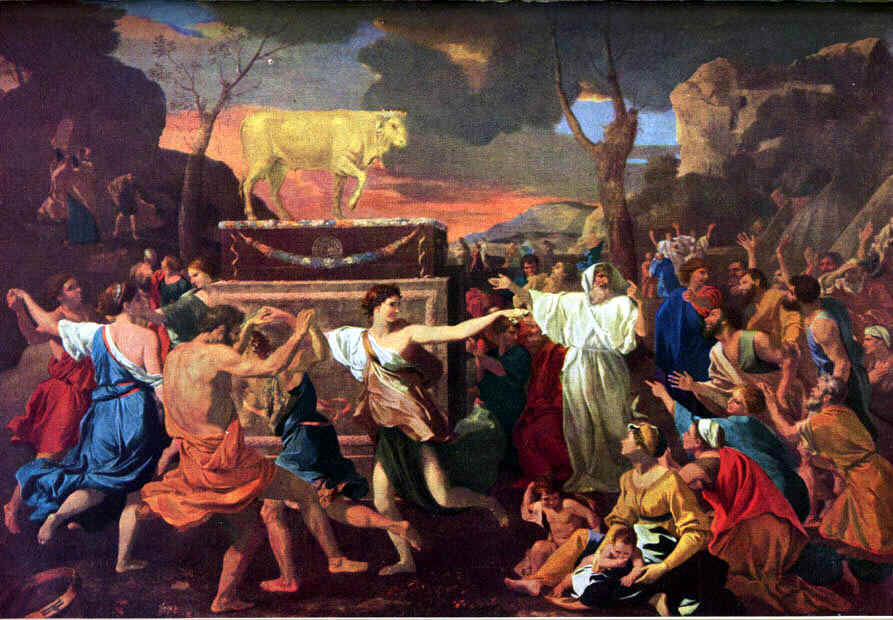
L'Adoration du Veau d'Or par Nicolas Poussin.

Le terme d'idolâtrie désigne l'adoration réelle ou supposée d'une image, d'un astre, d'une idée, d'un objet ou d'une personnalité. Pour les religions abrahamiques, l'idolâtrie est une corruption, une impiété à combattre : le terme est donc devenu péjoratif ou synonyme de superstition et d'égarement. L'animisme et le polythéisme, qualifiés de paganisme, sont ainsi supposés adorer non pas des esprits ou des divinités, mais leurs représentations auxquelles ils sont censés adresser des prières, rendre des grâces, consacrer des sacrifices ou des offrandes. Le monothéisme solaire est aussi considéré comme idolâtre par le monothéisme judéo-chrétien et musulman.
Par extension, on qualifie d'« idolâtrie » toute attitude ou rituel de vénération envers une représentation ou une personne devenue un symbole.
Elle ne doit pas être confondue avec la vénération envers ce qui est représenté par le symbole (voir signifié et signifiant).

## Étymologie
Le nom idolâtrie vient (par haplologie) du mot grec eidololatria, formé de eidolon, « image » ou « représentation », et latreia, « adoration ». Bien que le terme grec semble être un emprunt à l'expression hébraïque avodat elilim, qui apparaît dans la littérature rabbinique (par ex. bChul., 13b, Bar.), le terme grec lui-même ne se trouve pas dans la Septante, Philon d'Alexandrie, Flavius Josèphe ou autres écrits juifs hellénistiques. Il n'apparaît pas non plus dans la littérature païenne grecque. Dans le Nouveau Testament, le mot grec ne se trouve que dans les Épîtres de Paul, la Première épître de Pierre et l'Apocalypse, où il a un sens péjoratif. Les termes hébreux pour l'idolâtrie sont, parmi d'autres, avodah zarah (adoration étrangère) et avodat kochavim umazalot (adoration de planètes et de constellations).

## Dans la Bible hébraïque
Selon la Bible hébraïque, l'idolâtrie trouve son origine à l'époque d'Éber, bien que certaines interprétations désignent plutôt l'époque de Seroug ; la vénération de « teraphim » (statuettes anthropomorphes ?) existait au temps de Jacob, d'après le récit de Rachel emportant des « teraphim » avec elle en quittant la maison de son père, comme il est rapporté dans le livre de la Genèse. Le père d'Abraham, Terah, était à la fois sculpteur et adorateur d'idoles. Quand Abraham découvrit le vrai Dieu, il détruisit les idoles de son père (cf. Terah pour cette histoire) et son aniconisme fit souche.
Les commandements de la Bible hébraïque opposés à l'idolâtrie interdisaient les croyances et pratiques des païens qui vivaient parmi les israélites à cette époque, en particulier les religions de l'antique Akkad, de Mésopotamie, et d'Égypte.
Certaines de ces religions, selon la Bible, prônaient des pratiques bannies par la loi juive, telles que des rites sexuels, la prostitution masculine et féminine rituelle, le don d'enfant au travers d'un bûcher à Moloch, et le sacrifice d'enfants.
Il n'y a pas de passage qui définisse clairement l'idolâtrie ; on trouve plutôt un nombre de commandements sur le sujet, dispersés dans les différents livres de la Bible hébraïque, certains d'entre eux ayant été écrit à différentes époques historiques, en réaction à différents problèmes. Si l'on regroupe ces versets, l'idolâtrie dans la Bible hébraïque peut être définie selon l'une des manières suivantes :
- l'adoration d'idoles (ou d'images) ;
- l'adoration polythéiste de dieux au travers d'idoles (ou d'images) ;
- l'adoration d'animaux ou de personnes ;
- l'utilisation d'idoles pour adorer Dieu.

La dernière catégorie, l'usage d'idoles pour adorer Dieu, est la base du strict monothéisme judaïste. À différentes reprises la Bible hébraïque spécifie que Dieu n'a pas de forme ; ainsi aucune idole ou image ne peut rendre l'essence de Dieu. Par exemple, quand les Israélites assistent à une apparition de Dieu dans le Deut. 4:25, ils ne perçoivent aucune forme visible. Bien des versets de la Bible font appel à des anthropomorphismes pour décrire Dieu (par ex. la main de Dieu, le doigt de Dieu, etc.), mais ces versets ont toujours été compris comme des allégories poétiques plutôt que des descriptions littérales.
La Bible rend compte du conflit entre le prophète et sa tentative de répandre le pur monothéisme d'une part, et la tendance de certains personnages, en particulier des dirigeants comme Achab, à accepter ou même encourager les croyances polythéistes ou idolâtres. Le patriarche Abraham fut appelé à répandre la vraie connaissance de Dieu, mais les Livres des prophètes reflètent toujours une continuelle lutte contre l'idolâtrie. Par exemple, le prophète biblique Jérémie se lamente : « Car tu as autant de dieux que de villes, ô Judah » (2:28).
La Bible contient de nombreux termes se rapportant à l'idolâtrie, et leur usage reflète l'horreur dont elle remplissait les auteurs de la Bible. (Les adhérents de la foi juive considèrent que la Torah est la parole littérale et éternelle de Dieu.) Ainsi les idoles sont qualifiées de « pas Dieu », « dieux de fonte », « vaines », « coupable », « un vain souffle », « morts », « cadavres », « du mensonge », et d'autres épithètes similaires.
Les idoles païennes sont décrites comme étant faites d'or, d'argent, de bois et de pierre. Elles sont précisées être le fruit du travail de la seule main de l'homme, incapables de parler, voir, entendre, sentir, manger, saisir ou ressentir, et sans pouvoir de nuire ou de favoriser quiconque.
Les idoles étaient désignées en hébreu par un terme de sens général ou alors étaient nommées en fonction du matériau utilisé ou de la technique de conception. Il est dit qu'elles étaient placées sur des piédestaux, et maintenues par des chaînes d'argent ou des clous en fer pour éviter qu'elles ne tombent ou soient dérobées (Esa. 40:19, 41:7 ; Jer. 10:14 ; Sagesse 13:15), et elles étaient également vêtues et peintes (Jer. 10:9 ; Ezek. 16:18 ; Sagesse 15:4).
Au début les dieux et leurs images étaient perçus comme un tout ; mais par la suite une distinction fut faite entre le dieu et son image. Néanmoins la coutume d'emporter les dieux des vaincus subsista (Isa. 10:10-11, 36:19, 46:1 ; Jer. 48:7, 49:3 ; Hosea 10:5 ; Dan. 11:8), et une pratique similaire est fréquemment mentionnée dans les textes cunéiformes.

### Les idolâtres adoraient-ils véritablement des idoles?
Les idolâtres des temps bibliques croyaient-ils que les idoles qu'ils vénéraient étaient de véritables dieux ou esprits, ou les considéraient-ils comme des représentations de ces dieux ou esprits ? La Bible n'éclaircit pas ce point et bannit apparemment de telles croyances et pratiques sous les deux formes.
Yehezkel Kaufman fait la suggestion que les auteurs bibliques interprétaient l'idolâtrie sous sa forme la plus littérale : selon la Bible, la plupart des idolâtres croyaient véritablement que leurs idoles étaient des dieux. Kaufman est de l'avis que les auteurs bibliques firent l'erreur d'assumer que toute idolâtrie était de ce type, alors qu'en fait dans certains cas, les idoles pourraient n'avoir été que les représentations des dieux. Kaufman écrit que « Nous pouvons peut-être dire que la Bible ne perçoit le paganisme qu'à son plus bas niveau, le niveau de la croyance au mana… les prophètes ignorent ce que nous savons du vrai paganisme (i.e., sa mythologie élaborée sur les origines et exploits des dieux et leur soumission ultime à un réservoir méta-divin de puissances impersonnelles représentant le Destin ou la Nécessité.) La condamnation prononcée par les auteurs bibliques est centrée sur le sarcasme du fétichisme ».
Toutefois, Kaufman affirme que dans certains passages, certains auteurs bibliques avaient compris que les idolâtres vénéraient non pas les idoles elles-mêmes mais des dieux et esprits dont l'existence était indépendante des idoles. Par exemple, dans un passage de 1 Rois 18:27, le prophète hébreu Elie défie les prêtres de Baal au sommet du Mont Carmel d'amener leur dieu à accomplir un miracle, après qu'ils ont tenté de convaincre les juifs de s'adonner à l'idolâtrie. Les prêtres païens implorèrent leur dieu sans avoir recours à une idole, ce qui pour Kaufman, indique que Baal n'était pas une idole mais plutôt une des divinités polythéistes qui pouvaient être adorées par l'intermédiaire d'une idole.
Orestes Brownson affirme que les païens de la Bible hébraïque n'adoraient pas littéralement les objets eux-mêmes et donc que le sujet de l'idolâtrie consiste véritablement à croire en un faux dieu ou au vrai Dieu.

## Dans la pensée chrétienne
Les chrétiens du Ier siècle suivaient ce conseil divinement inspiré : « Fuyez l’idolâtrie. » (1Co 10:14). D’ailleurs, les fabricants d’images voyaient dans le christianisme une menace pour leur commerce lucratif (Ac 19:23-27).
The Encyclopædia Britannica, tome XII, page 750 (édition de 1907), déclare : “ Les premiers chrétiens étaient absolument unanimes à condamner entièrement tout culte païen des images et les diverses coutumes, dont un grand nombre étaient manifestement immorales, auxquelles il était associé ; il est inutile de multiplier les citations des pères pour prouver un fait aussi indiscutable. ” “ En vérité, c’était une accusation courante portée contre les chrétiens par leurs ennemis qu’ils n’avaient “ ni autels, ni temples, ni images connues ”; et qu’ “ ils n’élevaient aucune image ou forme d’un dieu quelconque ”, et cette accusation ne fut jamais démentie. ” 
“ Les images étaient absentes du culte des premiers chrétiens. [...] L’Église des IVe et Ve siècles justifia l’introduction des images au motif que, mieux que livres et sermons, elles permettaient aux gens sans instruction d’apprendre l’histoire du christianisme. ” — Cyclopedia of Biblical, Theological, and Ecclesiastical Literature, volume 4, pages 503, 504.

Les opinions chrétiennes sur l'idolâtrie peuvent se ranger en deux catégories principales. La perspective catholique et orthodoxe (pas forcément limitée aux communions orthodoxes d'Europe de l'Est ou de l'Orient, et qui peut se compliquer passablement si l'on ajoute les anglicans et les méthodistes dans la discussion) et la perspective fondamentaliste. Les groupements puritains et protestants ont adopté une optique similaire à celle de l'islam, dénonçant toute forme de représentation religieuse, fût-elle en deux ou trois dimensions. L'origine du problème est une différence d'interprétation du Décalogue plus connu sous le nom des Dix Commandements : 
1. Tu n'auras pas d'autres dieux face à moi.
2. Tu ne te feras pas d'idole, ni rien qui ait la forme de ce qui se trouve au ciel là-haut, sur terre ici-bas ou dans les eaux sous la terre.
3. Tu ne te prosterneras pas devant ces dieux et tu ne les serviras pas, car c'est moi le SEIGNEUR, ton Dieu, un Dieu jaloux, poursuivant la faute des pères chez les fils sur trois et quatre générations - s'ils me haïssent
4. mais prouvant sa fidélité à des milliers de générations - si elles m'aiment et gardent mes commandements.
(Exode 20:3-6). 
Les catholiques romains et les églises orthodoxes citent l'œuvre de saint Jean de Damas, Discours sur les images, pour justifier l'usage d'icônes. Il écrivait en réaction à la controverse iconoclaste qui commença au VIIIe siècle sous le règne de l'empereur byzantin Léon III et continua sous son successeur Constantin V. St Jean de Damas admet que la représentation du Dieu invisible est une faute mais que lors de l'incarnation où « le Verbe s'est fait chair » (Jean 1:14), le Dieu invisible est devenu visible et que, par conséquent, il est permis de représenter Jésus Christ. Il argumente: « Lorsque Lui qui est sans corps et sans forme… existant sous la forme de Dieu, S'incarne et prend la forme d'un serviteur en substance comme en stature et se retrouve dans un corps de chair, alors on peut dessiner Son image... ». Il remarque également que dans l'Ancien Testament, les images et statues n'étaient pas systématiquement condamnées ; on peut citer pour exemples les images gravées de chérubins sur l'Arche d'alliance ou le serpent de bronze mentionné dans le livre des Nombres. Il justifie également les marques extérieures de respect envers des icônes sur la base qu'il y a « différentes formes d'adoration » et que le respect montré à une icône diffère totalement de l'adoration de Dieu. Il poursuit en citant des exemples tirés de l'Ancien Testament : « Jacob s'agenouilla jusqu'au sol devant Ésaü, son frère, et aussi devant la pointe du bâton de son fils Joseph » (Genèse 33:3). « Il s'agenouilla, mais il n'adora pas. Joshua, le fils de Nun, et Daniel s'agenouillèrent en vénération devant un ange de Dieu (Joshua 5:14) mais ils ne l'adorèrent pas. Car l'adoration est une chose et ce qui est offert en marque de respect pour honorer quelque chose de grande valeur en est une autre ». Il cite St Blaise qui affirme que « le respect donné à une image est transmis à son modèle ». Saint Jean de Damas argumente alors que la vénération portée à une image du Christ ne s'y arrête pas - la substance de l'image n'est pas le sujet de la vénération - mais va au-delà de l'image à son modèle.
Auparavant, en 599 et 600, à la suite de la destruction des images dans les églises par l'évêque de Marseille Serenus, Saint Grégoire le Grand avait condamné cette attitude et, après Basile le Grand (329-379), Grégoire de Nazianze (330-390), Grégoire de Nysse (335-394) et Paulin de Nole (353-431), avait repris dans ses lettres à Serenus de Marseille que les images étaient utiles pour ceux qui ne savaient pas lire les livres.
Grégoire le Grand fixait trois rôles aux images dans ses deux lettres à Serenus :
- instruire les illettrés ;
- fixer la mémoire de l’histoire sainte ;
- susciter un sentiment de componction chez les fidèles.

Mais Grégoire le Grand précisait que l'évêque devait enseigner que les images ne sauraient être adorées.
La théologie Chrétienne demande le prosélytisme, la transmission de la foi par la conversion à l'aide de missionnaires. Cela provoqua souvent des conflits avec les religions païennes et d'autres groupes chrétiens qui utilisaient des images d'une façon ou d'une autre dans leur pratiques religieuses.
Les fondamentalistes protestants accusent souvent les chrétiens catholiques et orthodoxes de traditionalisme, d'idolâtrie, de paganisme et d'iconolâtrie pour n'avoir pas « purgé leur Foi » de l'utilisation d'images.
Les chrétiens catholiques et orthodoxes utilisent divers objets religieux tels que des icônes, de l'encens, l'Évangile, la Bible, des bougies et des vêtements religieux. Les icônes sont principalement en deux et plus rarement en trois dimensions. selon la théorie dogmatique, ces objets sont vénérés comme emplis par la grâce et le pouvoir divins – (par conséquent les orthodoxes d'Europe de l'Est considèrent qu'ils ne sont pas des « formes creuses » et donc ne sont pas des idoles). On peut, selon eux, trouver des preuves de l'usage de tels objets dans l'Ancien Testament et chez les premiers chrétiens.
Les marques de vénération de la forme latreía (la vénération due à Dieu) sont interdites par la doctrine orthodoxe ; toutefois la vénération d'images religieuses ou d'icônes] sous la forme douleía n'est pas seulement permise mais obligatoire. La distinction entre ces différents niveaux d'adoration, qui est très technique et peu discernable du point de vue des pratiques effectives, est généralement obscure pour l'observateur moyen. Cette distinction est préservée et enseignée par les fidèles au moyen des hymnes et prières qui sont chantées tout au long de l'année liturgique.
Dans l'apologie orthodoxe des icônes, un parallèle est fait entre les icônes et le façonnage du serpent d'airain par Moïse (sous le commandement de Dieu), serpent qui était dépositaire de la grâce et du pouvoir divin de guérir ceux qui avaient été mordus par de vrais serpents. « Moïse fit un serpent d'airain, et le plaça sur une perche ; et quiconque avait été mordu par un serpent, et regardait le serpent d'airain, conservait la vie. » (Nombres 21:9). D'autres parallèles sont faits avec l'arche d'alliance décrite comme un objet rituel au-dessus duquel Yahweh était présent (Nombres 10:33-36) ; ou le buisson ardent qui, selon l'Exode, permettait à Dieu de parler à Moïse ; ou les Dix Commandements qui étaient la Parole de Dieu « Dabar Elohim » sous la forme de tablettes. Ces objets inanimés devinrent des médiums au travers desquels Dieu enseignait, parlait aux fidèles, les encourageait et les guérissait.
La vénération d'icônes sous la forme latreía fut codifiée lors du deuxième concile de Nicée durant la controverse iconoclaste byzantine. La vénération d'icône est aussi pratiquée par l'église catholique qui adhère aux déclarations du septième concile œcuménique, mais elle est moins pratiquée, les catholiques modernes ne pratiquant généralement pas la prostration ou le baiser d'icônes, et de plus le Concile du Vatican II a recommandé la modération dans l'utilisation d'images. Les catholiques de rite oriental, toutefois, usent encore d'icônes dans leur liturgie.
La plupart des groupes protestants évitent l'emploi d'images dans tout contexte proche de la vénération. Le protestantisme a considéré depuis ses débuts les images comme sujets d'inspiration et d'éducation plutôt que vénération et adoration. Des icônes peuvent occasionnellement être aperçues dans certaines communautés religieuses hiérarchisées comme les anglicans, mais elles ne sont pas considérées ou utilisées de manière comparable à ce que l'on rencontre chez les orthodoxes, et leur présence est parfois sujette à controverse.
Certains groupements protestants très conservateurs évitent tout usage d'images religieuses même pour l'inspiration et l'éducation afin de ne pas inciter ce qu'ils considèrent comme de l'idolâtrie.
Autres textes bibliques contre les idoles :
- Isaïe 42:8 : « Je suis l'Éternel, c'est là mon nom ; et je ne donnerai pas ma gloire à un autre, ni mon honneur aux idoles. »
- Isaïe 44:9, 10 : « Ceux qui donnent forme à l’image sculptée sont eux tous une chimère, et leurs chéris ne serviront à rien ; et comme leurs témoins ils ne voient rien et ne savent rien, afin qu’ils soient honteux. Qui a donné forme à un dieu ou a coulé une image en métal fondu? Elle n’a servi à rien. »
- Jérémie 51:17, 18 : « Tout homme s’est montré à ce point dépourvu de raison qu’il n’a pas de connaissance. Tout ouvrier en métaux aura honte à cause de l’image sculptée ; car son image en métal fondu est un mensonge, et il n’y a pas d’esprit en elles. Elles sont vanité, une œuvre de moquerie. Au temps où l’on s’en occupera, elles périront. »
- Jonas 2:8 : « Quant à ceux qui observent les idoles de mensonge, ils abandonnent leur bonté de cœur. »
- Habacuc 2:18, 19 : « À quoi a servi une image sculptée, lorsque l’a sculptée celui qui lui donne forme, une statue en métal fondu, et un instructeur dans le mensonge? — lorsque celui qui lui a donné forme a eu confiance en elle, au point de faire des dieux sans valeur qui sont muets? “ ‘ Malheur à qui dit au bois : “ Oh ! réveille-toi ! ” — à la pierre silencieuse : “ Oh ! éveille-toi ! Elle, elle enseignera” ! Voyez ! Elle est recouverte d’or et d’argent, et il n’y a pas un souffle au milieu d’elle. »
- 1 Jean 5:21 : « Petits enfants, gardez-vous des idoles. »

## Dans la pensée musulmane
L'islam proscrit l'idolâtrie. Toutefois, le rapport de l'islam aux représentations imagées n'a aucun rapport avec le dogme et la foi mais leur statut relève de la loi sauf si ces représentations sont utilisées pour adorer une idole comme certaines statues. La plupart des branches de l'islam interdisent les représentations humaines et animales en trois dimensions. L'école juridique sunnite malékite autorise les représentations humaines et animales en deux dimensions tandis que les trois autres écoles juridiques sunnites les proscrivent. Cependant, les images de Dieu, en deux ou trois dimensions, sont totalement bannies par la plupart des branches de l'islam, imposant une transcendance absolue de Dieu. Enfin, les images de la nature et des paysages naturels, quelle que soit la dimension, sont permises par la totalité des branches de l'islam.

## Religion

### Judaïsme
Les 3e et 4e commandements interdisent de faire des idoles et des représentations des créatures et de leur rendre un culte : 
- « Tu ne te feras point d'image taillée, ni de représentation quelconque des choses qui sont en haut dans les cieux, qui sont en bas sur la terre, et qui sont dans les eaux plus bas que la terre. »
- « Tu ne te prosterneras point devant elles, et tu ne les serviras point ; car moi, l'Éternel, ton Dieu, je suis un Dieu jaloux, qui punis l'iniquité des pères sur les enfants jusqu'à la troisième et la quatrième génération de ceux qui me haïssent. »

#### Littérature rabbinique
Comme déjà mentionné par Joseph Albo, les formes les plus graves d'idolâtrie consistaient à tenter d'obtenir le pouvoir des astres par la divination ou, au contraire, à tenter d'interroger des personnes décédées ; cela arrivait, par exemple, avec un une femme qui a interrogé et un homme qui a parlé comme apparemment allégué : cette célébration idolâtre, comme mentionné, se déroulait surtout dans des cimetières ou dans des endroits où gisaient des cadavres de sorte que l'esprit impur s'y attachait et opérait ainsi de cette manière répréhensible.
D'autres formes d'idolâtrie se concentrent toutes sur la tentative de "corruption spirituelle" d'où découle l'interdiction de la Torah d'assimiler le sang, comme dit : ... parce que le sang c'est la vie ! Nous en déduisons que tout individu qui les actes idolâtres opérés cherchaient à obtenir quelque chose de vaguement spirituel non plus de Dieu ou par des prières et des bénédictions pour Dieu (les Berakhot), mais par des objets matériels ou des formes semi-liturgiques qui adoptaient les éléments à des fins égoïstes et individualistes avec buts spirituels illusoires... mais seulement gravement pécheurs et idolâtres.
Nous en déduisons également ce qui a été dit de l'épisode dans lequel s'est retrouvé le même Aaron qui, plein de Bénédiction, a d'abord été dépouillé de la sculpture pas encore l'objet d'idolâtrie, puis "usurpé" de sa Bénédiction divine, comme l'a dit le psalmiste Roi David : ...ils m'entourent comme des abeilles, compromettant alors sérieusement son détachement spirituel - d'abord Moïse avait placé des limites au pied du mont Sinaï avec le Matan Torah et a ensuite placé un voile sur son visage pour la lumière rayonnante qu'ils craignaient - et finalement sans avoir la capacité d'arrêter ceux qui faisaient de cette sculpture une idole ; Aaron est de se justifier auprès de Moïse en expliquant qu'il risquait d'être tué et que pour cette raison Israël ne pouvait interdire ce geste idolâtre d'une partie de la multitude qui avait rejoint Israel avec Pesach.

### Christianisme
Pour les chrétiens, l'idolâtrie est un péché par superstition allant à l'encontre du Premier Commandement, et de l'adoration divine.
Défini par la bulle pontificale Gratia Divina, l'idolâtrie est la croyance, l'enseignement et l'observation d'un culte, sa vénération ou autre respect religieux lié, pour une idée, une pratique, une superstition, une personnalité vivante ou décédée ou une incantation qui ne relèvent pas de la foi catholique ou admise par elle.
La Bible et l'Église donnent des exemples d'idolâtrie :
- le culte d'animaux, de plantes ou de lieux sacrés ;
- le culte de faux dieux ;
- le culte de soi-même[15] ;
- le culte de l'argent[16], du sport, d'une personnalité mondaine (chanteur, sportif, etc.)[17], d'un leader politique[18],[19].

Pour l'Église, l'idolâtrie ne se résume pas à l'adoration de statues païennes comme l'imagerie traditionnelle pourrait le faire croire. Idolâtrer quelque chose, c'est s'en occuper de façon immodérée jusqu'à en négliger Dieu, considéré par le catholicisme comme seul digne de culte. Par exemple, une personne qui passe son temps à penser à l'argent, à gagner de l'argent et néglige Dieu sera considérée comme idolâtre. À l'heure actuelle, l'Église condamne fortement de telles idolâtries (argent, sport, loisir, télévision, tabac...).
L'accusation théologique de pratiquer l'idolâtrie sur les icônes religieuses a fourni le prétexte aux membres fanatiques (excommuniés par le Pape) du clergé de l'Église catholique romaine pour saccager les lieux de culte à Byzance à l'occasion de la quatrième croisade. Voir : Art lors de l'intermède latin.

### Islam
Selon l'islam, l'idolâtrie (chirk) ou polythéisme est le premier péché. Il s'agit de l'adoration d'autres dieux qu'Allah (sourate 4.48,137 ; sourate 47.34). Ce péché est impardonnable (plus précisément, il ne faut pas mourir dans cet état de péché) et il s'agit du seul péché qui interdit de se nommer musulman.
Un aspect intéressant de l'islam est son insistance sur le refus de toute représentation du divin ou de sa création (alors que le judaïsme peut représenter les produits de la création : lion, chandelier, coupe…). Même si certaines traditions islamiques peuvent en tolérer la représentation, la pratique la plus courante est de (se) l'interdire. Cela a mené à une tradition artistique particulièrement riche dans laquelle l'abstraction, la forme pure et la non-représentation - loin de constituer des contraintes étouffantes - ont abouti à des formes d'art graphique très riches et presque complètement spécifiques notamment la calligraphie arabe.

## Philosophie
En philosophie, la notion d'idole a surtout été travaillée en philosophie des religions, mais le reproche d'idolâtrie a été étendu à d'autres domaines également. On parle notamment d'une idolâtrie conceptuelle, autrement dit d'un fétichisme de certains mots. Par ailleurs, la pensée contemporaine s'est notamment intéressée à la différence entre icône et idole. L’idole, dit par exemple Jean-Luc Nancy, est « une image qui est censée valoir pour elle-même, et non pour ce qu’elle représenterait, une image qui est d’elle-même une présence divine ». D'autres auteurs comme Jean-Luc Marion ont également proposé des méditations sur l'idole, qui se caractériserait par un manque de « distance ». Emmanuel Alloa a proposé une synthèse de ces réflexions philosophiques sur l'idole et l'idolatrie dans un article intitulé De l'idolologie.